# Egnasia bomboschi
Egnasia bomboschi är en fjärilsart som beskrevs av Kobes 1983. Egnasia bomboschi ingår i släktet Egnasia och familjen nattflyn. Inga underarter finns listade i Catalogue of Life.